# Achille Varzi
Achille Varzi (Galliate, 8 agosto 1904 – Berna, 1º luglio 1948) è stato un pilota motociclistico e pilota automobilistico italiano.

## Biografia

Francobollo che raffigura Achille Varzi, emesso nel centenario della nascita

### Gli inizi in moto
Nato in una famiglia agiata, è il terzo figlio di Menotti Varzi e della moglie Pina Colli Lanzi. Il padre e lo zio di Achille, il senatore del Regno Ercole Varzi, avevano fondato a Galliate, in Piemonte, la Manifatture Rossari e Varzi, una delle maggiori industrie tessili dell'epoca.
Achille Varzi iniziò a correre in motocicletta nel 1922, per emulare le gesta del fratello maggiore Angioletto, trovandosi ben presto a batterlo regolarmente; già l'anno dopo si aggiudicò il titolo di campione italiano Seniores, vincendo numerose gare tra cui il Circuito del Lario, prima come alfiere della Garelli, nella classe 350, e poi della Sunbeam, in classe 500, dopo un'iniziale collaborazione con la Frera, subito interrotto. Dal 1924 gareggiò nel campionato assoluto, confrontandosi senza timori reverenziali con Tazio Nuvolari, del quale sarà per tutta la vita amico e avversario irriducibile sui campi di gara. Fu proprio a Mantova, davanti al pubblico di Nuvolari, che Varzi lo sconfisse nell'ultima gara del campionato di velocità 1929, laureandosi campione italiano assoluto della classe 500, con la Sunbeam M90 Racer.

### Le quattro ruote

Varzi nel 1928

L'approccio al mondo sportivo delle quattro ruote avvenne per l'insistenza dell'amico-rivale Nuvolari che, nel 1928, lo convinse ad acquistare insieme una Bugatti Tipo 35C per partecipare alle competizioni automobilistiche. La coabitazione sportiva tra i due campioni durò pochi mesi e Varzi acquistò un'Alfa Romeo P2, usata l'anno precedente da Giuseppe Campari. Dopo un breve periodo di rodaggio tornò al volante di una Bugatti, la "Tipo 51" e vinse il Gran Premio di Tunisi, il circuito di Montlhéry, il circuito di Alessandria e la Susa-Moncenisio. Nel 1934 fu reclutato da Enzo Ferrari come pilota ufficiale dell'Alfa Romeo.
Di quel periodo sono i tanti confronti diretti con Nuvolari, che diedero vita ad una rivalità seguita dal pubblico e dai giornali sportivi. Tra gli episodi più noti, quello avvenuto nella ultime battute della Mille Miglia del 1930, quando sul finire della notte Nuvolari raggiunse Varzi e spense i fari dell'auto per avvicinarsi senza essere visto e sorpassarlo prendendolo di sorpresa. Non meno celebre e appassionante il duello avvenuto al Gran Premio di Monaco del 1933, caratterizzato da innumerevoli sorpassi reciproci, che vide Varzi precedere Nuvolari sul traguardo dopo che il mantovano, al penultimo dei cento giri previsti, era stato colpito da problemi meccanici e aveva dovuto rinunciare al successo.

Varzi e Carlo Canavesi alla Mille Miglia del 1930, su Alfa Romeo 6C 1750.

Achille Varzi guida un'Alfa Romeo con le ruote posteriori gemellate (1934).

Nel 1935 Varzi fu ingaggiato dall'Auto Union che con la nuova vettura a motore centrale progettata da Ferdinand Porsche aveva ben figurato nella stagione precedente su tutti i circuiti d'Europa e si preparava a dominare il campionato europeo del '36. La scelta suscitò clamore nel pubblico sportivo italiano che considerava il passaggio dall'Alfa Romeo all'Auto Union alla stregua di un vero e proprio tradimento. Poche settimane più tardi, venne colpito da un attacco di appendicite. Già all'epoca l'intervento di appendicectomia era considerato routinario, ma avrebbe costretto Varzi a rinunciare ad alcune competizioni importanti. Temendo di mettere in crisi il neonato rapporto con l'Auto Union, accettò il consiglio dell'amante Ilse Hubitsch che suggeriva l'uso della morfina, quale antidolorifico, come lei stessa aveva fatto in precedenza per curare la nefrite. Nacque per Varzi un forte stato di dipendenza che gli causò notevoli problemi caratteriali e comportamentali, oltre a un netto calo delle prestazioni in gara, che portarono alla rescissione del contratto con l'Auto Union. Data la grande notorietà del personaggio e la clandestinità del rapporto, essendo Ilse la moglie del pilota Paul Pietsch, la vicenda fu ripresa e abilmente romanzata dai giornali scandalistici dell'epoca. Interrotto il rapporto con Ilse, nel 1938, Varzi iniziò un lungo periodo di disintossicazione in una località dell'Appennino modenese. Nel frattempo era stato messo sotto contratto dall'Alfa Romeo che, in attesa di un suo ritorno alle gare, gli assicurava il non trascurabile stipendio di 6.000 lire al mese.
Il 27 luglio 1940 si sposò con la fidanzata di sempre Norma Colombo e parve che la seconda guerra mondiale dovesse definitivamente concludere la sua carriera. Tuttavia, nel 1946 Varzi tornò a correre e si impose sul circuito di Torino, otto anni dopo l'ultima vittoria. Vinse ancora a Bari l'anno successivo. All'inizio del 1948 partecipò alla Temporada Argentina cogliendo un secondo posto nel Gran Premio di Mar del Plata al volante di un'Alfa Romeo 12C.
Il 1º luglio 1948, durante le prove del Gran Premio di Svizzera a Berna, sotto la pioggia, Varzi perse il controllo della sua "Alfetta" e si ribaltò, morendo sul colpo. Ciò avvenne nel rettilineo sul lato ovest del circuito, tra la passerella Eicholz e le tribune Jorden e non alla curva della morte Eymattkurve in cui poche ore prima era morto in un altro incidente il motociclista Omobono Tenni.
Varzi oggi riposa nel cimitero comunale di Galliate, nel novarese. È stato citato da Lucio Dalla nella canzone Nuvolari.

## Maggiori vittorie
| Anno | Gara                             | Vettura            |
| ---- | -------------------------------- | ------------------ |
| 1929 | Circuito Montenero – Coppa Ciano | Alfa Romeo P2      |
| 1929 | Reale Premio Reale di Roma       | Alfa Romeo         |
| 1929 | Gran Premio di Monza             |                    |
| 1930 | Coppa Acerbo                     | Maserati Tipo 26 M |
| 1930 | Targa Florio                     | Alfa Romeo         |
| 1930 | Gran Premio di Monza             |                    |
| 1930 | Gran Premio di Spagna            | Maserati           |
| 1930 | Gran Premio di San Sebastián     | Maserati Tipo 26M  |
| 1931 | Gran Premio di Francia           | Bugatti T51        |
| 1931 | Gran Premio di Tunisi            |                    |
| 1932 | Gran Premio di Tunisi            |                    |
| 1933 | Avusrennen                       |                    |
| 1933 | Gran Premio di Monaco            | Bugatti T51        |
| 1933 | Gran Premio di Tripoli           | Bugatti            |
| 1934 | Coppa Ciano                      | Alfa Romeo P3      |
| 1934 | Gran Premio di Nizza             |                    |
| 1934 | Gran Premio di Penya Rhin        | Alfa Romeo Tipo B  |
| 1934 | Targa Florio                     | Tipo B.P3/2900     |
| 1934 | Mille Miglia                     | Alfa Romeo 8C 2600 |
| 1934 | Gran Premio di Tripoli           | Alfa Romeo         |
| 1935 | Gran Premio di Tunisi            |                    |
| 1935 | Coppa Acerbo                     | Auto Union Type C  |
| 1936 | Gran Premio di Tripoli           | Auto Union         |
| 1937 | Gran Premio di San Remo          |                    |
| 1946 | Gran Premio del Valentino        | Alfa Romeo 158     |

## Risultati nel Campionato Europeo
| Anno | Squadra        | Costruttore | 1       | 2       | 3       | 4       | 5     | 6       | 7       | Posizione | Punti |
| ---- | -------------- | ----------- | ------- | ------- | ------- | ------- | ----- | ------- | ------- | --------- | ----- |
| 1931 | Usines Bugatti | Bugatti     | ITA Ret | FRA 1   | BEL Ret |         |       |         |         | 4º        | 12    |
| 1932 | Ettore Bugatti | Bugatti     | ITA Ret | FRA Ret | GER     |         |       |         |         | 16º       | 21    |
| 1935 | Auto Union     | Auto Union  | MON     | FRA 5   | BEL     | GER 8   | SUI 4 | ITA Ret | ESP Ret | 7º        | 39    |
| 1936 | Auto Union     | Auto Union  | MON 2   | GER     | SUI 2   | ITA Ret |       |         |         | 4º        | 19    |
| 1937 | Auto Union     | Auto Union  | BEL     | GER     | MON     | SUI     | ITA 6 |         |         | 20º       | 36    |

| Colore  | Risultato                               | Punti |
| ------- | --------------------------------------- | ----- |
| Oro     | Vincitore                               | 1     |
| Argento | 2º posto                                | 2     |
| Bronzo  | 3º posto                                | 3     |
| Verde   | Completato più del 75% dei giri         | 4     |
| Blu     | Completato tra il 50% e il 75% dei giri | 5     |
| Viola   | Completato tra il 25% e il 50% dei giri | 6     |
| Rosso   | Completato meno del 25% dei giri        | 7     |
| Nero    | Squalificato (SQ)                       | 8     |
| Bianco  | Non partito (NP)                        | 8     |

N.B. Le gare in grassetto indicano una pole position mentre quelle in corsivo indicano il giro più veloce in gara.

### Risultati nelle altre Grandes Epreuves
| Anno | Squadra          | Costruttore | 1     | 2     | 3       | 4       | 5       | 6     |
| ---- | ---------------- | ----------- | ----- | ----- | ------- | ------- | ------- | ----- |
| 1933 | Ettore Bugatti   | Bugatti     | MON 1 | FRA   | BEL 2   | ITA Ret | ESP 4   |       |
| 1934 | Scuderia Ferrari | Alfa Romeo  | MON 6 | FRA 2 | GER Ret | BEL Ret | ITA Ret | ESP 5 |

### Risultati nelle Grandes Épreuves del Dopoguerra
| Anno | Squadra    | Costruttore | 1     | 2      | 3     | 4   |     |
| ---- | ---------- | ----------- | ----- | ------ | ----- | --- | --- |
| 1947 | Alfa Corse | Alfa Romeo  | SUI 2 | BEL 2  | ITA 4 | FRA |     |
| 1948 | Alfa Corse | Alfa Romeo  | MON   | SUI NP | FRA   | ITA | GBR |